# Farmacia clínica
La farmacia clínica

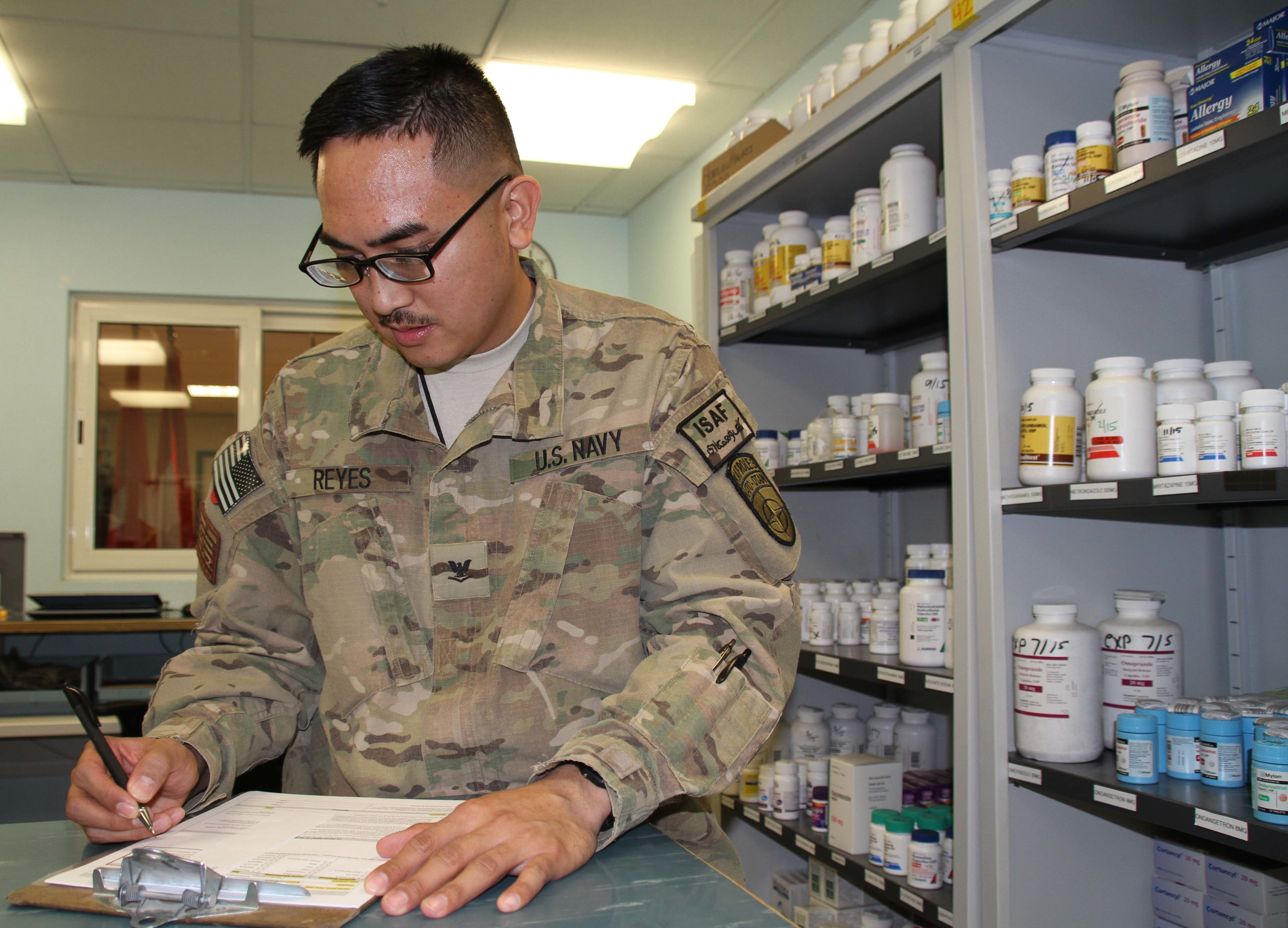
Farmacia hospitalaria

es una especialidad de las Ciencias de la Salud llevada a cabo por un profesional químico farmacéutico, cuya responsabilidad es asegurar la utilización segura y adecuada de medicamentos en pacientes, a través de la aplicación de funciones y conocimientos especializados en la atención al paciente, y que necesita formación especializada y/o aprendizaje estructurado. Esto requiere el razonamiento en la recogida e interpretación de los datos, la implicación específica del paciente e interacciones interprofesionales directas.
Son funciones del farmacéutico clínico:
- 1.- La información sobre medicamentos a otros profesionales de la salud.
- 2.- Asegurar el correcto uso de los medicamentos por los pacientes a través de registros farmacoterapéuticos en su historia clínica.
- 3.- Seguimiento de los tratamientos farmacológicos incluido la petición e interpretación de datos de laboratorio (fármacos, bioquímica, microbiología, genética, etc.).
- 4.- Informar y asesorar a los pacientes sobre su medicación.
- 5.- Participar en la atención médica de urgencias.
- 6.- Informar y asesorar sobre temas sanitarios a la sociedad en general.
- 7.- Realizar estudios de utilización de medicamentos y auditorías terapéuticas.

La evolución de la Farmacia Clínica, sobre todo en la Farmacia Hospitalaria, ha llevado a la superespecialización en la misma. Son funciones especializadas de la Farmacia Clínica las siguientes:
- Elaboración y seguimiento de los protocolos de Nutrición parenteral y enteral.
- Consultoría farmacoterapéutica en equipos de Oncología, Enfermedades Infecciosas (como por ejemplo sida).
- Servicios de Farmacocinética Clínica.
- Servicios de Toxicología Clínica.
- Información y evaluación de medicamentos para programas de intercambio terapéutico.[2]